# إنريكو مارتيني
إنريكو مارتيني (بالإيطالية: Enrico Martini)‏ هو عسكري إيطالي، ولد في 29 يناير 1911 في موندوفي في إيطاليا، وتوفي في 19 سبتمبر 1976 في تركيا.